# Purple Rain (Prince-dal)
A "Purple Rain" egy dal, amelyet Prince szerzett. A címadó dala és a harmadik kislemeze az 1984-es Purple Rain albumnak, amely a Bíboreső filmnek a filmzenei albuma. A dalban keveri a rockot, az R&B-t, a gospelt és a zenekari zenét.
A "Purple Rain" második helyet ért el a Billboard Hot 100-on, amely pozíciót két hétig tartott a "Wake Me Up Before You Go-Go" (Wham!) mögött. Első helyig jutott Belgiumban és Hollandiában. Platina minősítést kapott az Amerikai Hanglemezgyártók Szövetségétől (RIAA) és Prince egyik ikonikus dalának tartják. Prince 2016-os halála után a kislemez elérte az első helyet az Egyesült Államok és Nagy-Britannia iTunes slágerlistáin, amelynek köszönhetően a negyedik helyre emelkedett a Billboard Hot 100-on és a hatodikra a Brit kislemezlistán. Franciaországban 12. helyen volt eredetileg a legmagasabb pozíciója, de egy héttel Prince halála után az első helyre emelkedett.
A "Purple Rain" a 144. helyen található a Rolling Stone "Minden idők 500 legjobb dala" listán és része a Rock and Roll Hall of Fame "500 dal, amely formálta a Rock and Rollt" listájának is. A 2007-es Super Bowl félidei műsorban Prince előadta a dalt, miközben esett az eső, ezt azóta is minden idők egyik legjobb félidei teljesítményének tartják. Fellépett a dallal a 2004-es Grammy-díjátadón is Beyoncéval együtt. A "Purple Rain" volt az utolsó dal, amit a zenész életében előadott, a 2016. április 14-i atlantai koncertjének volt a záródala, egy héttel halála előtt.

## Kompozíció

### Eredete
A "Purple Rain"-t Prince eredetileg egy country-dalként írta és egy Stevie Nicksszel való közreműködésnek szánta. Nicks elmondása szerint egy 10 perces hangszeres verziót kapott Prince-től, aki megkérte, hogy írja meg a dalszöveget hozzá, de az énekesnő úgy érezte sok volt neki. "Meghallgattam és megijedtem. Visszahívtam és mondtam neki, hogy 'Nem tudom megcsinálni. Szeretném, de nekem ez túl sok.'" Egy próba végén Prince megkérte együttesét, hogy próbálják ki a dalt. "Ki akarok próbálni valamit, mielőtt hazamegyünk." Lisa Coleman szerint Prince megváltoztatta a dalt, miután hallotta, ahogy Wendy Melvoin elkezdett gitározni és kiemelte a country stílusból. "Hat órán keresztül játszottuk folyamatosan, a nap végére majdnem teljesen kész voltunk."

### Prince értelmezése
Prince a következőképpen magyarázta el a dal jelentését: "Amikor vörös az ég... vörös és kék = bíbor. A bíboreső a világ végének és annak a jelképe, hogy azzal vagy, akit szeretsz és engeded, hogy a hited és Isten vezessen át a bíboresőn." Prince előző albumának, a 1999-nak a címadó dala szintén említi ezt a témát: "...megesküdtem volna, hogy ítéletnap volt, az ég bíbor volt..." (angolul: "...could have sworn it was Judgment Day, the sky was all purple...").

## Felvételek
A dalt egy koncert közben vették fel a First Avenue klubban, Minneapolisban, 1983. augusztus 3-án. Wendy Melvoin első fellépése volt ez a The Revolutionnel, ekkor 19 éves volt. A dobos, Bobby Z szerint "mindenképpen az egyik legjobb koncertünk volt, amit adtunk."
A koncertet David Rivkin vette fel és a következőt mondta: "Soha nem tudhatod Prince-szel. Gondoltam, hogy felvesszük a koncertet, de nem voltam benne biztos, hogy egy dal is lesz belőle. Tudtam, hogy dolgoznak a filmen is. Úgy kellett mindig odamenned, hogy készen állj felvenni bármit." A koncerten felvett dalokból hármat használtak az albumon, a "Purple Rain"-t, az "I Would Die 4 U"-t, és a "Baby I'm a Star"-t. A "Purple Rain"-ből az albumon egy 8 perces verziót használtak az eredetileg felvett 11 perces helyett. Egy extra versszakot eltávolítottak a dalból, ami pénzről szólt.
Miután felvették a dalt, Prince felhívta Jonathan Caint (a Journey együttes tagja), hogy megkérje, hogy hallgassa meg azt, mert félt, hogy túlságosan hasonlított a Joruney által kiadott "Faithfully" dalhoz. Cain biztosította Prince-t, hogy négy akkordon kívül nem volt más hasonlóság a dalokban. Lisa Coleman készítette a vonós hangszerelést.

## Kiemelt fellépések
A dal egy biztos pontja volt Prince koncertjeinek. Majdnem minden turnéján játszotta 1984 óta, a nevének megváltoztatásának időszakának kivételével, ahol kerülte régebbi slágereit.
A 2004-es Grammy-díjátadón is előadta a dalt Beyoncéval.
2006-ban fellépett a "Purple Rain"-nel a Brit Awardson.
A 2007-es Super Bowl félidejében a "Purple Rain" volt az utolsó dala, és odaillően esőben adta elő azt, lila fényekkel megvilágítva. Ezt minden idők egyik legjobb félidei fellépésének tartják azóta is.
A "Purple Rain" lett az utolsó dal, amit életében előadott a zenész, a 2016. április 14-i, atlantai koncertjén.

## Kislemezként
A kislemezként kiadott dal 8:41 helyett 4:05 hosszú.
A kislemez B-oldala, a "God" egy vallásos szám (Prince talán legvallásosabb dala), Mózes első könyvéről. Az Egyesült Királyságban a 12"-es kislemezen szerepelt a "God" hangszeres verziója is "Love Theme from Purple Rain" címen, amelynek egy része megjelenik a filmben is.

## Fogadtatása és hagyatéka
A dal 144. helyen szerepel a Rolling Stone "Minden idők 500 legjobb dala" listáján.
A Q magazin 40. helyre helyezte a "Minden idők 100 legjobb gitár-száma" listáján, míg a Pitchfork az 1980-as évek legjobb dalának nevezte.
Része a Rock and Roll Hall of Fame "500 dal, amely formálta a Rock and Rollt" listájának is.

## Zenészek
- Prince – ének, háttérének, gitár, minden további hangszer
- Wendy Melvoin – ritmusgitár, háttérének
- Lisa Coleman – billentyűk, háttérének
- Matt Fink – billentyűk
- Brown Mark – basszusgitár, háttérének
- Bobby Z. – dobok és ütőhangszerek
- Novi Novog – hegedű és brácsa
- David Coleman – cselló
- Suzie Katayama – cselló

## Számlista
| Cím                 | Régió              | A-oldal                      | B-oldal                                         | Hossz |
| ------------------- | ------------------ | ---------------------------- | ----------------------------------------------- | ----- |
| 7"                  | Világszerte        | "Purple Rain" (edit)         | "God"                                           | 8:01  |
| 12"                 | Világszerte        | "Purple Rain"                | "God"                                           | 12:44 |
| 12"                 | Egyesült Királyság | "Purple Rain" (long version) | - "God (Love Theme from "Purple Rain")" - "God" | 18:58 |
| Shaped picture disc | Egyesült Királyság | "Purple Rain" (edit)         | "God"                                           | 8:01  |
| 7" promo            | Egyesült Királyság | "Purple Rain" (radio edit)   | "Purple Rain" (long radio edit)                 | 9:56  |
| 7" promo            | Egyesült Államok   | "Purple Rain" (edit)         | "Purple Rain" (edit)                            | 8:04  |
| 12" promo           | Egyesült Államok   | "Purple Rain" (edit)         | "Purple Rain" (LP version)                      | 12:47 |

## Slágerlisták
| Slágerlista (1984–2016)              | Legmagasbb pozíció |
| ------------------------------------ | ------------------ |
| Ausztrália (ARIA)                    | 3                  |
| Ausztria (Ö3 Austria Top 40)         | 4                  |
| Belgium (Ultratop 50 Flanders)       | 1                  |
| Belgium (VRT Top 30 Flanders)        | 1                  |
| Brit kislemezlista (OCC)             | 6                  |
| Finnország (Suomen virallinen lista) | 2                  |
| Franciaország (SNEP)                 | 1                  |
| Hollandia (Dutch Top 40)             | 1                  |
| Hollandia (Single Top 100)           | 1                  |
| Írország (IRMA)                      | 8                  |
| Japán (Japan Hot 100)                | 30                 |
| Kanada Top Singles (RPM)             | 3                  |
| Lengyelország (LP3)                  | 15                 |
| Németország (Official German Charts) | 5                  |
| Norvégia (VG-lista)                  | 5                  |
| Olaszország (FIMI)                   | 32                 |
| Skócia (OCC)                         | 1                  |
| Spanyolország (PROMUSICAE)           | 2                  |
| Svájc (Schweizer Hitparade)          | 4                  |
| Svédország (Sverigetopplistan)       | 5                  |
| US Billboard Hot 100                 | 2                  |
| US Hot R&B/Hip-Hop Songs (Billboard) | 3                  |
| US Hot Rock Songs (Billboard)        | 1                  |
| US Cash Box Top 100                  | 1                  |
| Új-Zéland (Recorded Music NZ)        | 8                  |

| Év   | Slágerlista                    | Pozíció |
| ---- | ------------------------------ | ------- |
| 1984 | Belgium (Ultratop 50 Flanders) | 6       |
| 1984 | Hollandia (Dutch Top 40)       | 5       |
| 1984 | Hollandia (Single Top 100)     | 3       |
| 1984 | Kanada Top Singles (RPM)       | 37      |
| 1984 | US Cash Box Top 100            | 17      |
| 2016 | US Hot Rock Songs (Billboard)  | 22      |

## Minősítések
| Régió                    | Minősítés | Példányszám |
| ------------------------ | --------- | ----------- |
| Dánia (IFPI Denmark)     | Arany     | 45,000      |
| Egyesült Államok (RIAA)  | Arany     | 1,000,000   |
| Egyesült Királyság (BPI) | Platina   | 693,000     |
| Új-Zéland (RMNZ)         | Arany     | 15,000      |